# Día de la Faldeta
El Día de la Faldeta es una celebración del municipio español de Fraga en la provincia de Huesca, comunidad autónoma de Aragón que se celebró por primera vez en el año 1977 y consiste en una festividad homenaje a sus antepasados y a la mujer fragatina, a su forma de vida y a su manera de vestir. Hasta hace unos años se celebraba cada 23 de abril, y ahora se ha pasado la festividad al domingo posterior al 23 de abril por motivos de comodidad para toda la población de Fraga y fragatinos que por motivos ajenos residen en otras comunidades autónomas, donde el día 23 de abril no se declara como día festivo. Está declarada como Fiesta de Interés Turístico Nacional.

## Origen
El Día de la Faldeta se celebró por primera vez en el año 1977 para rendir homenaje a la mujer fragatina a través de la puesta en valor del traje típico de la ciudad. Ese traje, formado por siete faldas superpuestas, corsé, jubón, mantilla y unos peinados característicos denominados rosca y picaport, era vestido para lucir de forma cotidiana por las más mayores de las mujeres de la localidad hasta bien entrado el siglo XXI. El color predominante es el negro.

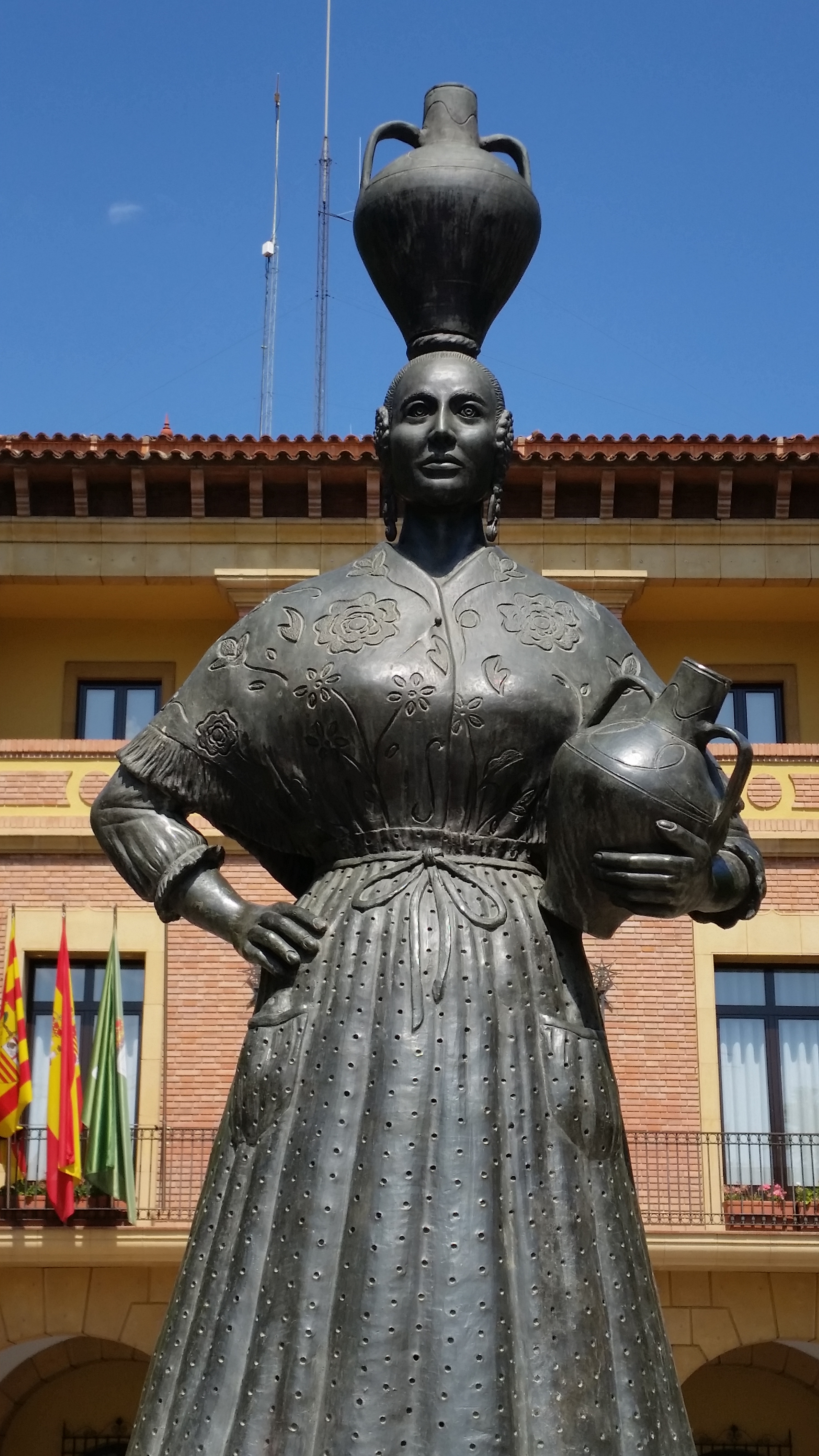
El origen de la fiesta es el homenaje a las mujeres que mantuvieron su forma de vestir tradicional hasta bien entrado el.

Fraga es un municipio en el que la agricultura es motor de la economía y el papel de la mujer en la organización de la economía familiar ha sido siempre preponderante. Durante siglos, sus mujeres han sido las encargadas de administrar la hacienda familiar, decidir sobre el día a día e inculcar a los más pequeños de la casa valores y conceptos que han sido fundamentales para permitir que Fraga se haya convertido en la localidad moderna. En ese sentido han conformado un auténtico Matriarcado
A ese arquetipo de mujer capaz, esforzada y enérgica se le rinde homenaje en la ciudad con una escultura denominada La Fragatina que permanece en la plaza España de la localidad desde inicios de los años 80.
El Día de la Faldeta nació como fiesta en el año 1977 promovido por la Peña Fragatina, una asociación de carácter lúdico-deportivo-cultural que supera los 3.000 socios.